# Christian Planer
Christian Planer (n. 15 mai 1975, Kufstein, Tirol, Austria) este un trăgător de tir ce a reprezentat Austria, medaliat olimpic. A participat la 3 ediții ale Jocurilor Olimpice (2004, 2008, 2012) în care a câștigat o medalie de bronz.